# القوات الخاصة الألمانية
هي القوات الخاصة الألمانية (بالألمانية:Spezialeinsatzkommando، اختصارSEK)هي فرقة خاصة تابعة الا الشرطة الالمانية كل ولاية ألمانية يوجد لة SEK.تشابة القوات الخاصة قوات GSG9 الذي تاسست عام1992 مجموعة الدعم المركزية لإدارة الجمارك الذي تاسست عام 1994.

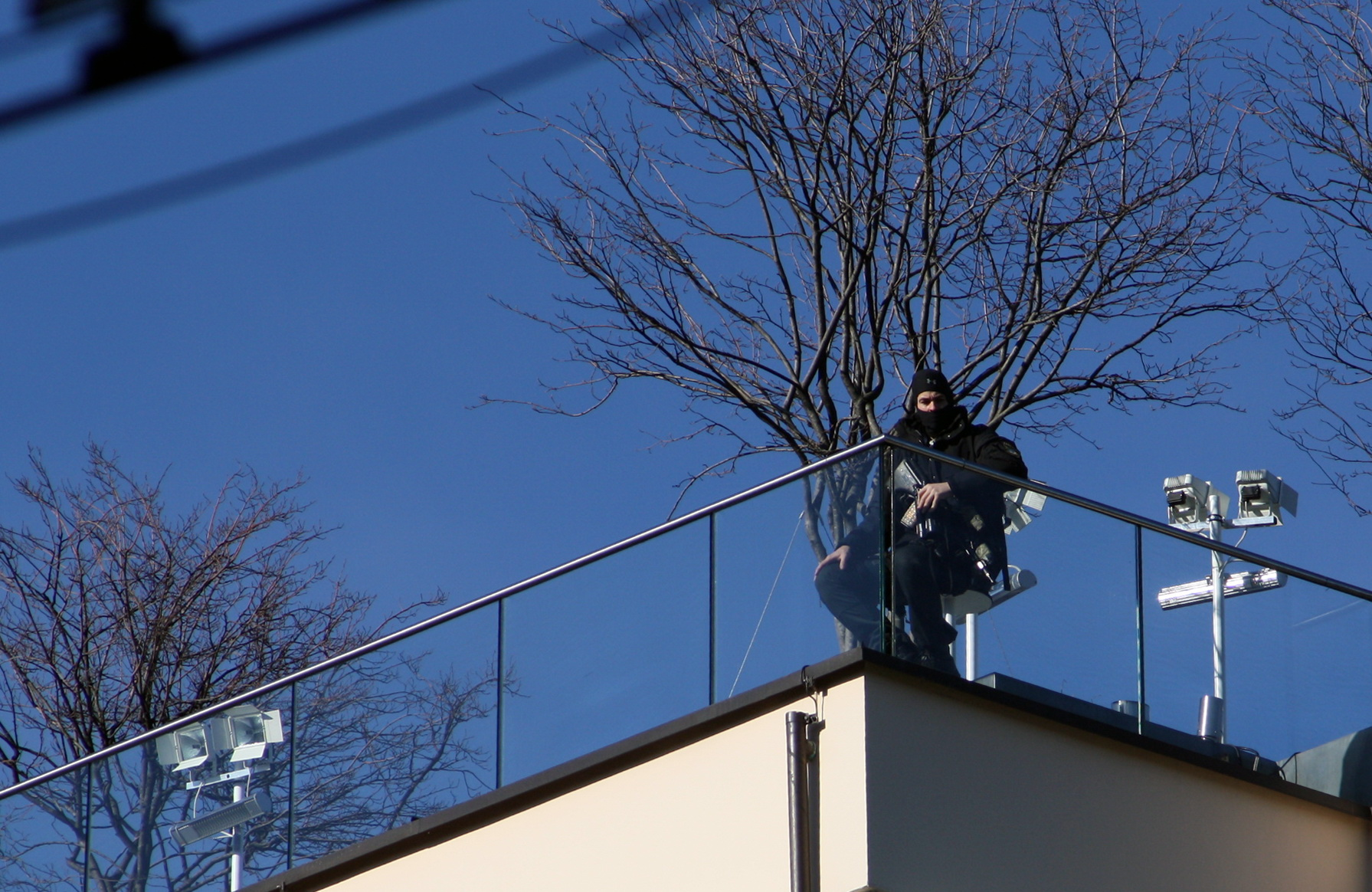
ضابط من قوات الخاصة على السطح

## المهام
مهام القوات الخاصة هي مكافحة الإرهاب وتحرير الرهائن والمدهمات ياتون في المهمات الخطيرة أو خاصة مثال (زيارة دولية)و يتشابهون المهمات مثل السوات الاميركية غالبا تكون المهمات هي انقاذ رهائن أو عمليات خطف واياضا مدهامة العصابات وتجار مخدرات أيضا في محاولة الانتحار وحماية الشهادين 

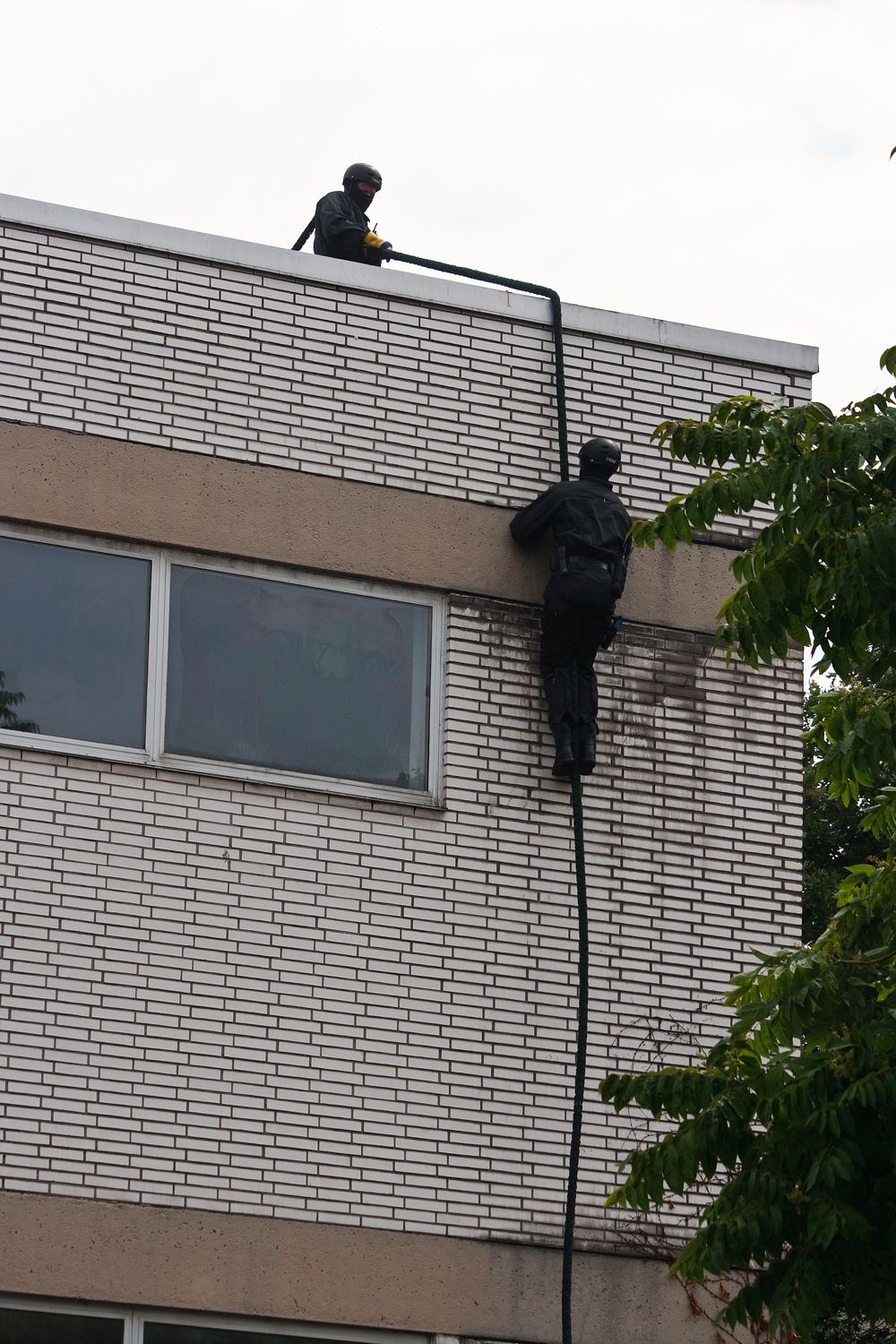
فرد من قوات خاصة اثناء التسلق

## المعدات
يرتدون افراد القوات خاصة درع وزنة 15 كيلو ولديهم اسلحة مثل HK MP5 و HK MP7 أيضا Steyr AUG

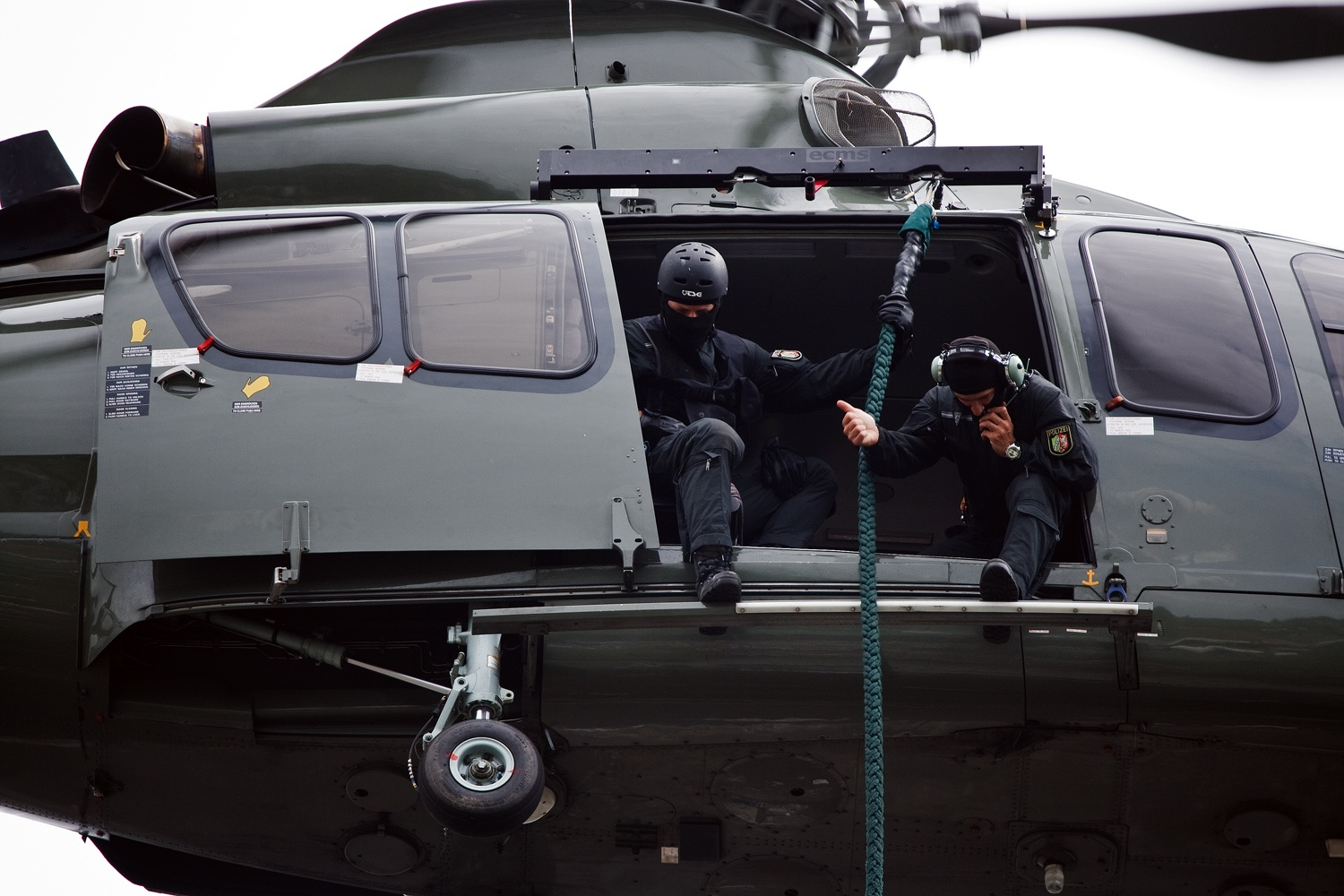
افرد قوات خاصة في الهليكبوتر